# Rio Cairari
Rio Cairari är ett vattendrag i Brasilien.   Det ligger i delstaten Pará, i den nordöstra delen av landet, 1 500 km norr om huvudstaden Brasília.
I omgivningarna runt Rio Cairari växer i huvudsak städsegrön lövskog. Runt Rio Cairari är det mycket glesbefolkat, med 2 invånare per kvadratkilometer.